# Jamie-Lee Kriewitz
Jamie-Lee Kriewitz, née le 18 mars 1998, est une chanteuse allemande ayant remporté la cinquième saison de l'émission The Voice of Germany en 2015,.
Le 25 février 2016, elle remporte la sélection nationale allemande et elle représente son pays à l’Eurovision 2016 le 14 mai 2016 en finale avec la chanson « Ghost »[source insuffisante].
Finalement, elle terminera à la dernière position du concours avec un total de 11 points.

## Biographie
Jamie-Lee Kriewitz est née à Brennigsen, Hanovre le 18 mars 1998 en Allemagne de Michael et Nicole Kriewitz. Elle a un frère plus âgé: Joey. Jamie-Lee est notamment végétalienne et est une passionnée par la culture japonaise (mangas et habits). Jamie-Lee a gagné la cinquième saison de l'émission The Voice in Germany. Elle a aussi participé au Concours Eurovision de la chanson 2016 mais terminera à la dernière position. Jamie-Lee se bat pour les droits des animaux.

## Discographie

### Performances lors deThe Voice
- The Hanging Tree par Jennifer Lawrence
- Royals par Lorde (battle)
- Berlin par RY X
- Lights Will Guide Me par Fahrenhaidt
- Warriors par Imagine Dragons
- Name drauf avec Die Fantastischen Vier et Micki & Smudo
- Take Me Home interprété avec Jess Glynne

### Album
| Titre  | Détails                                                            |
| ------ | ------------------------------------------------------------------ |
| Berlin | Sortie : le 29 avril 2016 Label : Universal Music Group Format: CD |